# Casey Kelso
Casey Kelso is een personage van de Amerikaanse televisieserie That '70s Show van Fox Networks, gespeeld door Luke Wilson.

## Verschijning
Casey is de broer van Michael Kelso, die in het leger zat. In seizoen 4 was hij de vriend van Donna Pinciotti. Gedurende hun relatie waren er veel gebeurtenissen op gebied van misdaad, zoals Donna overdag laten drinken, een verkeersbord omzagen en spijbelen. De vader van Donna, Bob en haar voormalige vriendje Eric wilden dat Donna niet meer met hem omging, omdat hij een slechte invloed op haar had. Toen de vader van Eric, Red Forman, hoorde wat er aan de hand was, verbrak Casey de relatie, voornamelijk omdat er veel gezeur was om haar. Donna was echt verliefd op Casey, maar hijzelf vond dat je de woorden "Ik hou van je" niet echt hoeft te menen. In de zomer van 1979 was Casey leraar lichamelijke opvoeding op de school waar Eric op zat. Eric had ook LO-les van hem.